# West Lodge
Als West Lodge, auch Gardener’s House, wird das ehemalige Wohnhaus des Gärtners des Islay House genannt. Es befindet sich am Westrand der schottischen Ortschaft Bridgend auf der Hebrideninsel Islay, etwa 300 m südöstlich des Islay House. Am 28. August 1980 wurde das Gebäude in die schottischen Denkmallisten in der Kategorie C aufgenommen.

## Beschreibung
West Lodge liegt direkt an der A847, die Bridgend mit Port Charlotte und Portnahaven verbindet. Das aus dem früheren 19. Jahrhundert stammende Gebäude wurde nahe der Gärtnerei an einer der Zufahrtspforten zum Islay House errichtet. Ein kleiner Vorbau mit Satteldach an der Vorderfront bildet den Eingangsbereich. Von dem einstöckigen Hauptflügel zweigt rückseitig ein weiterer Flügel ab. In die in der traditionellen Harling-Technik verputzten Fassaden sind Sprossenfenster eingelassen. Beide Flügel schließen mit schiefergedeckten Satteldächern ab. An der Westflanke befindet sich ein flacherer Anbau aus verfugtem Bruchstein.